# 安藤更生
安藤 更生（あんどう こうせい、1900年（明治33年）6月10日 -  1970年（昭和45年）10月26日）は、日本の美術史家。日本の仏寺、中国美術、鑑真、書道などを研究した。

## 略歴
東京出身。本名は正輝。早稲田中学を経て東京外国語学校（現東京外国語大学）を卒業。早稲田大学仏文学科へ進むも中退（1924年）。
会津八一に師事し、1923年、奈良美術研究会を創設（のち東洋美術研究会）。1929年に研究誌『東洋美術』を創刊。1938年、中華民国に渡り、新民印書館に勤務。
安藤が編集した『北京案内記』は、北京に関する案内書としては、名著と言われ、評価が高い。1966年、多摩美術大学で教授を務めた。
戦後は早稲田大学教授を務めた。鑑真研究をライフワークとし、「鑑真大和上伝之研究」で文学博士号を取得（1954年）。
平泉の中尊寺の藤原氏のミイラの調査に携わったので、「ミイラ博士」の呼び名もあった。
カフェーなど昭和初期の銀座風俗を活写した『銀座細見』（1931年）は、ベストセラーになったが、師、会津八一の叱責を受けたという。
1952年、瀧川政次郎、島田正郎、駒井和愛と相図って地方史研究所を設立し、瀧川が理事長に就任している。
1970年10月26日、肺癌および尿毒症のため死去、享年70歳。
1996年5月25日、『鑑真大和上伝之研究』を書いた安藤更生と、それを元にした鑑真伝となる小説『天平の甍』を書いた井上靖の2人の功績をたたえる顕彰碑「天平の甍」が、唐招提寺境内に建てられ、除幕式が行われる。

## 著書

### 単著
- 『三月堂』飛鳥園〈仏教美術叢書 第1篇〉、1927年11月。
- 『美術史上の奈良博物館』飛鳥園〈仏教美術叢書 第2篇〉、1929年9月。
- 『銀座細見』春陽堂、1931年2月。
  - 『銀座細見』中央公論社〈中公文庫〉、1977年9月。ISBN 9784122004733。
  - 『銀座細見』大空社〈文学地誌「東京」叢書 第12巻〉、1992年2月。ISBN 9784872362268。
- 『鑑真』美術出版社、1958年6月。
  - 『鑑真』（新装版）吉川弘文館〈人物叢書〉、1989年2月。ISBN 9784642051446。
- 『鑒真大和上伝之研究』平凡社、1960年8月。
  - 『復刊 鑒真大和上伝之研究』平凡社、1994年11月。ISBN 9784582735024。
- 『日本のミイラ』毎日新聞社、1961年7月。
- 『奈良美術研究』校倉書房、1962年10月。
- 『唐招提寺』中央公論美術出版〈美術文化シリーズ 74〉、1963年8月。
- 『書豪会津八一』二玄社、1965年10月。
- 『鑑真和上』吉川弘文館〈人物叢書 146〉、1967年10月。
- 『中国美術雑稿』二玄社、1969年7月。
- 『南都逍遥』中央公論美術出版、1970年12月。

### 編集
- 『北京案内記』新民印書館、1941年11月。
  - 『北京案内記』吉沢誠一郎監修・解説、ゆまに書房〈近代中国都市案内集成 第18巻〉、2012年6月。ISBN 9784843339299。
- 『南都七大寺秘仏』小川晴暘写真、光琳社、1946年10月。
- 『正倉院御物展 出品目録並解説』小川晴暘解説、明和書院、1947年10月。
- 『正倉院小史』明和書院、1947年10月。
  - 『正倉院小史』国書刊行会、1972年10月。
- 『会津八一の油絵』会津八一画、中央公論美術出版、1965年5月。

### 翻訳・訳註
- ルノアル『ルノアルの言葉』日本美術学院、1923年4月。NDLJP:971707。
- 『唐大和上東征伝』真人元開撰、唐招提寺、1964年6月。
- 羅福頤、王人聡『中国の印章』二玄社、1965年12月。

### 監修
- 『世界の美術』 1巻、学習研究社、1967年3月。

### 共著
- 曽宮一念、安藤更生『会津八一の洋画』中央公論美術出版、1965年5月。

### 共編
- 安藤更生・新井泉・長谷川七郎 編『工芸研究』 1巻、今和次郎監修、長谷川書店、1948年6月。
- 安藤更生、堀江知彦 編『今日の書道』二玄社、1954年2月。
- 屋代弘賢 著、安藤更生・加藤諄 編『道の幸』 上、二玄社〈平城叢書〉、1955年5月。
- 屋代弘賢 著、安藤更生・加藤諄 編『道の幸』 中、二玄社〈平城叢書〉、1955年5月。
- 屋代弘賢 著、安藤更生・加藤諄 編『道の幸』 下、二玄社〈平城叢書〉、1955年5月。
- 会津八一 著、安藤, 更生、宮川, 寅雄、松下, 英麿 編『会津八一の書』中央公論社、1957年9月。
- 安藤更生、亀井勝一郎 編『鑑真和上 円寂一二〇〇年記念』春秋社、1963年11月。
- 山本, 健吉、岡野, 弘彦、安藤, 更生 編『釈迢空・会津八一』新潮社〈日本詩人全集 第16〉、1968年4月。

### 共訳
- 呉承恩 著、安藤更生・小杉一雄 訳『全訳 西遊記』 第1巻、富国出版社、1949年6月。
- 呉承恩 著、安藤更生・小杉一雄 訳『全訳 西遊記』 第2巻、富国出版社、1949年8月。
- 呉承恩 著、安藤更生・小杉一雄 訳『全訳 西遊記』 第3巻、富国出版社、1949年11月。
- 呉承恩 著、安藤更生・小杉一雄 訳『全訳 西遊記』 第4巻、富国出版社、1949年12月。

## 論文
- 「揚州大明寺と棲霊寺の関係」『史苑』第14巻第1号、立教大学、1941年7月、52-64頁、NAID 110009394457。
- 「日本上代に於ける年齢の数え方――特に「満」字の用例に就いて」『史観』第32号、早稲田大学史学会、1949年10月、31-48頁、NAID 40001518506。
- 「唐の人物画家李湊と鑒真和上の関係」『綜合世界文芸』第3号、理想社、1951年9月、107-117頁、NAID 40002227528。
- 安藤更生、矢崎美盛「東西美術略史 ―〔1〕―」『美術手帖』第53号、美術出版社、1952年2月、66-80頁、NAID 40003245748。
- 「日唐交通と江淅の港浦・海島」『史観』第37号、早稲田大学史学会、1952年6月、1-22頁、NAID 40001518501。
- 「古代彫刻の写真作家たち」『美術手帖』第60号、美術出版社、1952年9月、49-53頁、NAID 40003245054。
- 「洛陽大福先寺考」『古代』第7・8号、早稲田大学考古学会、1952年10月、1-6頁、NAID 40001385882。
- 「白い鱒と鰻」『綜合世界文芸』第8号、理想社、1954年7月、177-187頁、NAID 40002227545。
- 「六朝彫刻雑記」『みづゑ』第602号、美術出版社、1955年7月、61-62頁、NAID 40005116782。
- 「鑒真和上生卒年攷」『早稲田大学大学院文学研究科紀要』第1号、早稲田大学大学院文学研究科、1956年2月、71-93頁、NAID 40003929264。
- 「会津八一絶交録」『新潮』第54巻第5号、新潮社、1957年5月、90-93頁、NAID 40006524550。
- 安藤更生、久野健「特集・「白鳳」論争」『芸術新潮』第9巻第8号、新潮社、1958年8月、101-126頁、NAID 40000930119。
- 「運慶」『美術手帖』第145号、美術出版社、1958年8月、89-103頁、NAID 40003238319。
- 「正倉院を初めて開く」『芸術新潮』第9巻第11号、新潮社、1958年11月、182-192頁、NAID 40000930152。
- 「未発表の抱月書翰」『早稲田文学 第3・4期』第20巻第4号、早稲田文学社、1959年4月、NAID 40003931566。
- 「慧遠の廬山竜泉寺の位置について」『史観』第57・58号、早稲田大学史学会、1960年3月、162-174頁、NAID 40001517928。
- 「東大寺要録撰述年代の研究」『早稲田大学大学院文学研究科紀要』第7号、早稲田大学大学院文学研究科、1961年12月、131-148頁、NAID 40003929329。
- 「漢代明器の美とその系譜」『みづゑ』第682号、美術出版社、1962年1月、21-23頁、NAID 40005117245。
- 「東征伝私記」『南都仏教』第15号、南都仏教研究会、1964年9月、13-19頁、NAID 40002789191。
- 「新中国の複製画――栄宝斎のこと」『美術手帖』第231号、美術出版社、1964年1月、26-28頁、NAID 40003238855。
- 「法華寺の十一面観音と女体――亀井勝一郎への手紙」『古美術』第12号、三彩社、1966年2月、56-64頁、NAID 40001398933。
- 「秋艸道人の歌碑」『日本美術工芸』第341号、日本美術工芸社、1967年2月、66-71頁、NAID 40003016180。
- 「鑑真和上の書状について――日本の手紙―17―」『古美術』第17号、三彩社、1967年4月、102-104頁、NAID 40001398985。
- 「国宝修理綺譚――真贋―46―」『芸術新潮』第18巻第10号、新潮社、1967年10月、80-87頁、NAID 40000931759。
- 「ロオマのキリスト足跡」『古美術』第24号、三彩社、1968年12月、62-64頁、NAID 40001399085。
- 「公開されたブランデージ・コレクション」『芸術新潮』第21巻第7号、新潮社、1970年7月、118-121頁、NAID 40000927817。
- 「日本人は文化財をどうする気か」『日本及日本人』第1489号、日本及日本人社、1970年9月、108-112頁、NAID 40002828687。

### 博士論文
- 「鑒真大和上伝之研究」、早稲田大学、1954年12月25日。

## 参考
- 「故安藤正輝〔安藤更生〕教授略年譜・著作目録」『美術史研究』第9号、早稲田大学美術史研究会、1972年3月、71頁、NAID 40003236103。
- 安藤更生年譜作成委員会編輯 編『安藤更生年譜著作目録』安藤きよ、1972年7月。
- 『銀座細見』著者紹介、解説
- 瀧川博士還暦記念論文集刊行委員会 編『瀧川博士還暦記念論文集（1）東洋史篇』中沢印刷、1957年。doi:10.11501/2970195。

## 脚註
1. ↑  上田正昭、津田秀夫、永原慶二、藤井松一、藤原彰、『コンサイス日本人名辞典 第5版』、株式会社三省堂、2009年　70頁。
2. ↑  http://www.shiro1000.jp/tau-history/kaminoge/kaminoge.html
3. ↑  『銀座細見』解説
4. ↑  瀧川博士還暦記念論文集 1 1957, p. 1、 瀧川博士年譜.
5. ↑  「安藤更生氏（本名正輝、早大教授、美術史家）」『朝日新聞』1970年10月27日、3面。
6. ↑  「安藤更生氏（本名・正輝＝早大文学部教授）」『読売新聞』1970年10月27日、15面。
7. ↑  「安藤更生氏（あんどう・こうせい、文博、早大文学部教授、美術史家、本名＝正輝）」『毎日新聞』1970年10月27日、23面。
8. ↑  「井上靖氏と安藤更生教授の顕彰碑建立へ 唐招提寺」『朝日新聞』1995年11月5日。
9. ↑  「唐招提寺に「天平の甍」の碑除幕 安藤・井上氏の夫人招き」『朝日新聞』1996年5月26日。